# Leuza

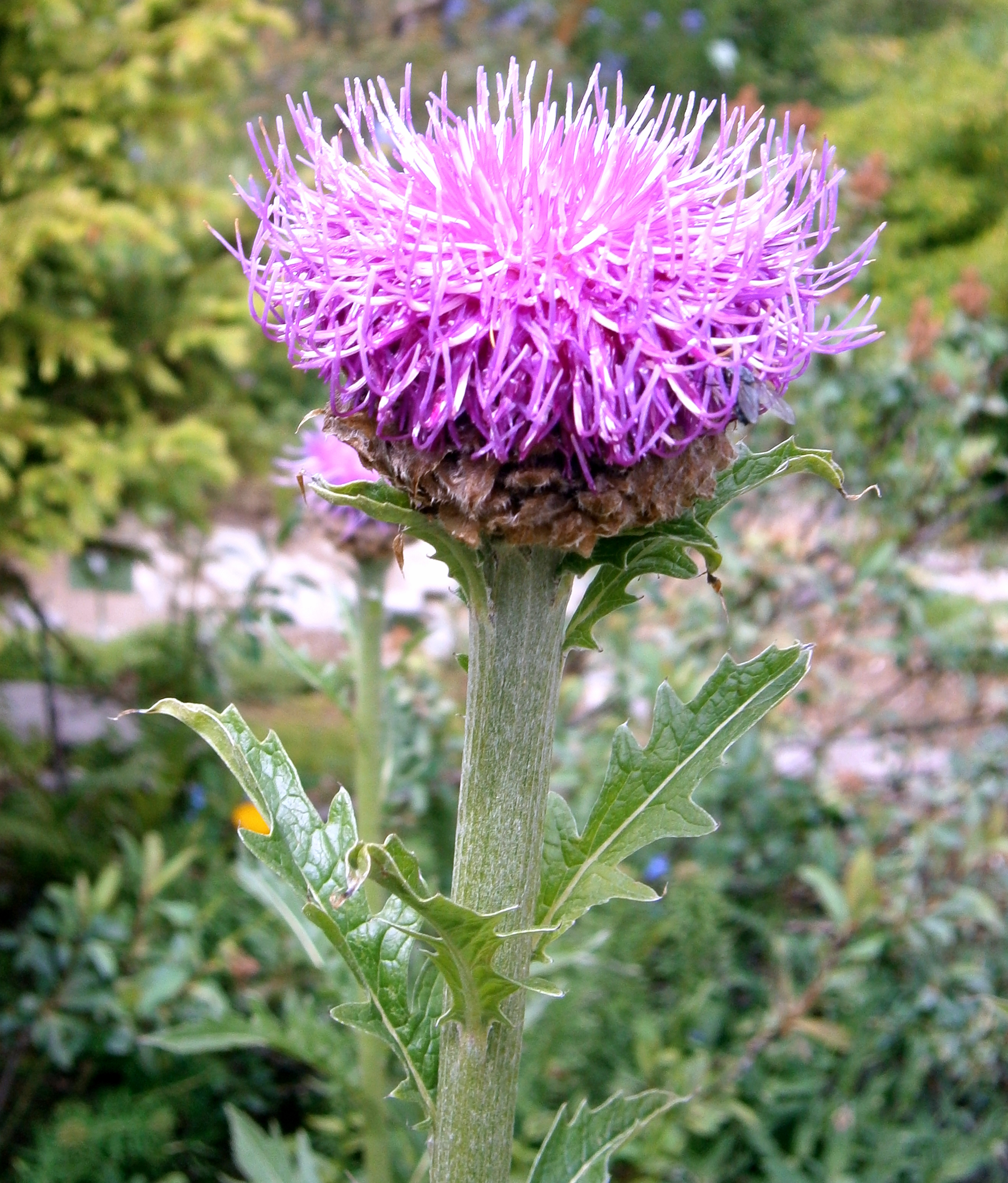
Leuza krokoszowata

Leuza, leuzea (Leuzea DC.) – rodzaj roślin z rodziny astrowatych. Obejmuje 25 gatunków. Rośliny te występują na wyspach Makaronezji, w północnej Afryce i południowej Europie oraz na rozległych obszarach Azji po Japonię na wschodzie (jednak bez południowych i północno-wschodnich krańców tego kontynentu). Liczne gatunki związane są z obszarami górskimi.
Niektóre gatunki uprawiane są jako ozdobne na rabatach bylinowych i w ogrodach skalnych. Leuzea repens jest bardzo uciążliwym gatunkiem inwazyjnym w Ameryce Północnej i Australii.

## Morfologia
PokrójByliny nieuzbrojone. Pędy wzniesione, pojedyncze lub rozgałęzione.
LiścieCałobrzegie i o blaszce pierzasto wcinanej do pierzasto klapowanej.
KwiatyZebrane w pojedyncze, okazałe koszyczki na szczytach pędów. Listki okrywy są dachówkowato ułożone, na brzegach błoniaste, na końcach z łuskowatymi, całobrzegimi lub postrzępionymi przydatkami albo szydlaste. Wszystkie kwiaty jednakowe, obupłciowe. Korona różowa do fioletowej, na szczycie z pięcioma wąskimi łatkami.
OwoceNiełupki nagie, jajowato-podługowate, ożebrowane, z żebrami przechodzącymi na szczycie owocu w karbowany pierścień z 8–10 ząbkami. Puch kielichowy składa się z zewnętrznego szeregu krótkich włosków lub łusek oraz wewnętrznego pierścienia dłuższych włosków.

## Systematyka
Rodzaj z rodziny astrowatych Asteraceae z podrodziny Carduoideae, z plemienia Cardueae i podplemienia Centaureinae. 
Zaliczane tu rośliny w części przez długi czas klasyfikowane były jako rodzaj szczodrak Rhaponticum Vaill., jednak w 1973 roku wykazane zostało, a na początku XXI wieku potwierdzono, że zgodnie z kodeksem nomenklatury botanicznej priorytet ma nazwa Leuzea, a nazwa Rhaponticum jako przedlinneuszowska nie powinna być używana.
Wykaz gatunków
- Leuzea acaulis (L.) Holub
- Leuzea altaica Link
- Leuzea annae-bentiae (Rech.f.) Holub
- Leuzea aulieatensis (Iljin) Holub
- Leuzea australis Gaudich.
- Leuzea berardioides Batt.
- Leuzea carthamoides (Willd.) DC. – leuza krokoszowata, szczodrak korkoszowaty[5]
- Leuzea caulescens (Coss. & Balansa) Holub
- Leuzea centauroides (L.) Holub – leuza bławatkowata[5], leuza chabrowata[8]
- Leuzea conifera (L.) DC. – leuza szyszkowata[5][8]
- Leuzea cynaroides (C.Sm.) Font Quer ex G.López
- Leuzea exaltata Cutanda ex Willk.
- Leuzea insignis (Boiss.) Holub
- Leuzea integrifolia (C.Winkl.) Holub
- Leuzea karatavica (Regel & Schmalh.) Holub
- Leuzea longifolia Hoffmanns. & Link
- Leuzea lyrata (C.Winkl. ex Iljin) Holub
- Leuzea namanganica (Iljin) Holub
- Leuzea nana (Lipsky) Holub
- Leuzea nitida (Fisch. ex DC.) Holub
- Leuzea pulchra (Fisch. & C.A.Mey.) Holub – leuza nadobna[5]
- Leuzea pusilla Spreng.
- Leuzea repens (L.) D.J.N.Hind
- Leuzea rhapontica (L.) Holub – leuza lecznicza[5], leuza szczodrakowata[8]
- Leuzea uniflora (L.) Holub